# Melco
Melco Holdings Inc. è una holding che ha delle filiali coinvolte in diversi settori commerciali.
Il mercato principale di Melco Group sono i computer e internet.

## Divisioni di Melco
- Buffalo Inc. (Japan)
- Buffalo Technology (Taiwan) Inc.
- Buffalo Technology (Usa), Inc.
- Buffalo Technology Uk Limited
- Buffalo Technology Ireland Limited
- Melco Asset Management Limited
- Buffalo Logistics Inc.
- Buffalo Lease Inc.
- Orieblenet Corp.
- Melco Online Entertainment Corp.
- Melco Personnel Support Inc.
- Melco Techno-Service Inc.